# هيرمان إبنجهاوس
هيرمان إبنجهاوس، (بالألمانية: Herman Ebbinghaus)، (مواليد 26 فبراير 1909 - توفي 24 يناير 1850) هو عالم نفس ألماني. ظهرت أولى الأبحاث المتصلة بالذاكرة سنة 1885 من خلال أعمال «هيرمان إبنجهاوس» وكتابه «عن الذاكرة» وقام بدراسات تجريبية لتحديد كيفية النمو، وضبط المتغيرات في الذاكرة. وميز بين الذاكرة الأولية المباشرة والذاكرة الثانوية غير المباشرة. وقد اعتبر أن الذاكرة الثانوية هي المستودع الخفي للمعلومات التي سبق لها أن خضعت للخبرة.

## مطلع حياته
وُلد إبنجهاوس في بارمن، في محافظة راين التابعة لمملكة بروسيا، كولدٍ لتاجر غني، وهو كارل إبينجهاوس. لا توجد الكثير من المعلومات عن طفولته فيما عدا أنه تربى على اللوثرية وكان طالباً في المدرسة الثانوية للبلدة. في عمر الـ 17 (1867) بدأ بالذهاب إلى جامعة بون والتي خطط فيها لدراسة التاريخ وعلم فقه اللغة. مع ذلك، وخلال فترة دراسته هناك، نشأ لديه شغفٌ بالفلسفة. في عام 1870، انقطع عن دراساته عند ذهابه للخدمة في الجيش البروسي في الحرب الفرنسية البروسية. بعد هذا التوقف القصير الذي حصل نتيجة التحاقه بالجيش، أنهى إبنجهاوس أطروحته عن كتاب إدوارد فون هارتمان (فلسفة العقل اللاواعي) وحاز على درجة الدكتوراه في الـ 16 من أغسطس من عام 1873، عندما كان عمره 23 سنة. أمضى وقته في السنوات الثلاثة اللاحقة في جامعتي هاله وبرلين.

## حياته المهنية
بعد حصوله على شهادة الدكتوراه، انتقل إبنجهاوس بين إنجلترا وفرنسا، عاملاً كمدرس للطلبة ليعيل نفسه. في إنجلترا، درّس في مدرستين صغيرتين في جنوب البلاد (غورفين، 1885). في لندن، وفي متجر لبيع الكتب المستعملة، صادف كتاباً يعود للكاتب جوستاف فخنر (مبادئ الفيزياء النفسية)، والذي حفزه للقيام بتجاربه الشهيرة حول الذاكرة. بعد بدئه لبحوثه في جامعة برلين، أسس المختبر الثالث للتجارب النفسية في ألمانيا (الثالث بعد فيلهلم فونت وجورج إلياس مولر). بدأ بدراساته عن الذاكرة هنا في عام 1879. في عام 1885 -وهي نفس السنة التي نشر فيها عمله الضخم باللغة الألمانية والذي نُشر لاحقاً باللغة الإنجليزية تحت عنوان الذاكرة: مساهمة في علم النفس التجريبي- عُين كأستاذ في جامعة برلين كتقدير له على نشره لهذا العمل. في عام 1890، أسس بالتعاون مع آرثر كونيغ المجلة النفسية (سيكولوجيا وفسلجة أعضاء الحس).
في عام 1894، لم يُرقَّ لمنصب رئيس قسم الفلسفة في جامعة برلين، وذلك بسبب قلة منشوراته العلمية على الأغلب. حصل كارل ستامبف على الترقية بدلاً عنه. نتيجة لذلك، غادر إبنجهاوس لينضم لجامعة بريسلاو (والتي تعرف حالياً باسم فروتسواف، بولندا) في منصب شاغر بدلاً عن ثيودور لبس (والذي أخذ منصب ستامبف عند ذهابه إلى برلين). في بريسلاو، عمل في لجنة درست كيفية هبوط القدرة العقلية للأطفال خلال اليوم الدراسي في المدرسة. على الرغم من ضياع التفاصيل التي توضح كيفية قياس هذه القدرات العقلية، مهدت النجاحات التي حققتها هذه اللجنة الطريق نحو اختبارات الذكاء. في بريسلاو، أسس مجدداً مختبراً للاختبار السيكولوجي.
في عام 1902، نشر إبنجهاوس كتاباً آخر تحت عنوان (أساسيات علم النفس). حقق نجاحاً فورياً واستمر بهذا النجاح لمدة طويلة بعد موته. في عام 1904، انتقل إلى جامعة هاله والتي أمضى فيها السنوات الأخيرة من حياته. نُشر عمله الأخير بعد ست سنوات في العام 1908 تحت عنوان (موجز في علم النفس). وحقق هذا العمل نجاحاً باهراً أيضاً، إذ تمت إعادة إصداره بثمان طبعات مختلفة. تُوفي إبنجهاوس في الـ 26 من فبراير 1909، بعد فترة وجيزة من نشره لهذا الكتاب بسبب التهاب ذات الرئة عن عمر يناهز الـ 59 عاماً.

## بحثه العلمي عن الذاكرة
كان إبنجهاوس عازماً على إظهار إمكانية دراسة العمليات العقلية العليا من خلال التجارب العلمية، والذي كان على عكس الرأي السائد في ذلك الوقت. من أجل السيطرة على أغلب المتغيرات المُربكة المحتملة، أراد إبنجهاوس استعمال ترميز سمعي وتكرار حفظي إذ يمكن استعمال قائمة من الكلمات لهذا الغرض. ولأن التعلم يتأثر بالمعرفة والفهم السابق، احتاج إلى شيء يمكن حفظه بسهولة دون أن يكون له ترابط معرفي سابق. قد تتداخل الروابط سهلة التكوين بين الكلمات الدارجة مع نتائجه، لذا استخدم مفردات والتي أطلق عليها لاحقاً «المقاطع عديمة المعنى». يتكون المقطع عديم المعنى من تركيبة من حرف ساكن-حرف علة-حرف ساكن، إذ لا يُكرر الحرف الساكن ولا يحتوي المقطع على معنى سابق. لذا فإنه لا يسمح بكلمات مثل كلمة BOL والتي تشبه كلمتيBall)  و DOT والتي هي كلمات في الأًصل). مع ذلك، يُقبل باستخدام مقاطع مثل  DAX، BOK، (YAT على الرغم من عدم ترك إبنجهاوس لأي أمثلة. بعد استبعاد المقاطع المحتوية على المعنى، تبقى له 2,300 مقطع. بعد تكوينه لمجموعته من المقاطع، سحب عددًا من المقاطع العشوائية من صندوق وكتبها في دفتر للملاحظات. ثم قرأ المقاطع بوجود صوت البندول المنتظم، وبنفس تغيير مقام الصوت، وحاول تذكرها في نهاية التجربة. تطلب بحث واحد 15,000 إعادة.
تبين فيما بعد أن البشر يفرضون المعنى حتى على المقاطع الخالية من المعنى لجعلها ذات معنى. تبين أن المقطع PED عديم المعنى (والذي يمثل أول ثلاثة حروف من الكلمة (pedal  يحتوي على معنى أكثر من المقطع KOJ إذ تختلف المقاطع بقيمتها الترابطية. يبدو أن إبنجهاوس علم بهذه التفصيلة، وإشارته لسلاسل المقاطع بأنها «عديمة المعنى» جاء لكون هذه المقاطع أقل عرضة لوجود معانٍ لها ولا يمكن أن يقوم بأي محاولة لعمل ترابطات معها تسهل عملية استرجاعها إلى ذاكرته.

## جوانب القصور في بحثه العلمي عن الذاكرة
توجد مجموعة من جوانب القصور في عمله عن الذاكرة. أحد أهم هذه الجوانب كون إبنجهاوس المشارك الوحيد في هذه الدراسة. حدد هذا من إمكانية تعميم نتائج هذه الدراسة على السكان. على الرغم من محاولته لضبط روتينه اليومي للحفاظ على سيطرته على نتائج الدراسة، إلا أن قراره في تجنب استعمال مشاركين قد تسبب بالتضحية بالشرعية الخارجية للدراسة على الرغم من شرعيتها الداخلية المتينة. بالإضافة لذلك، وعلى الرغم من محاولته للحد من تأثيراته الشخصية، إلا أنه يوجد انحياز فطري عندما يؤدي شخص ما دور الباحث والمشارك في التجربة في الوقت ذاته. أوقف بحث إبنجهاوس عن الذاكرة بحوثاً أخرى عن أمور أكثر تعقيداً في الذاكرة مثل علم الدلالة والذاكرة الإجرائية والاستذكار.

## مساهماته في مجال الذاكرة
في عام 1885، نشر كتابه الرائد (عن الذاكرة، والذي تُرجم للإنجليزية لاحقاً تحت عنوان الذاكرة: مساهمة في علم النفس التجريبي) والذي وصف فيه تجارب كان قد أجراها على نفسه لتوضيح عمليات التعلّم والنسيان. قام إبنجهاوس بمجموعة من الاكتشافات والتي لا تزال ملائمة ومعتمدة حتى يومنا هذا. أولى هذه الاكتشافات هو إيجاده لـ 2,300 مقطع كل واحد منها مؤلف من ثلاثة حروف، استخدمها لقياس الترابط العقلي والتي ساعدته لاكتشاف أن الذاكرة تعمل بشكل منظم. وكان الاكتشاف الثاني والذي يُعد أكثرها شهرة، هو منحنى النسيان. يصف منحنى النسيان التضاؤل الأسي للمعلومات التي تعلمها المرء. يحصل الهبوط الحاد في الدقائق العشرين الأولى ويكون الاضمحلال بارزاً في الساعة الأولى. يستقر المنحنى بعد يومٍ واحدٍ تقريباً.

تمثيل لمنحنى النسيان

يشير منحنى التعلم الموصوف من قبل إبنجهاوس إلى السرعة التي يتعلم بها الشخص المعلومات. تحصل الزيادة العظمى بعد المحاولة الأولى ثم تبدأ بالتعادل تدريجياً، ما يعني الاحتفاظ بكمية أقل وأقل من المعلومات في كل إعادة. منحنى التعلم أسي مثل منحنى النسيان. وثق إبنجهاوس أيضاً تأثير الموقف المتسلسل، والذي يوضح كيفية تأثير موقع العنصر في عملية الاستذكار. المبدأان الأساسيان لتأثير الموقف المتسلسل هما الحداثة والأسبقية. يصف تأثير الحداثة قابلية الفرد الزائدة في تذكر المعلومات الأحدث لأنها لا تزال موجودة في الذاكرة قصيرة الأمد. يتسبب تأثير الأسبقية تذكراً أفضل للعناصر الأولى في القائمة بسبب الإعادة الزائدة وارتباطها بالذاكرة طويلة الأمد.
الاكتشاف المهم الآخر هو الادخار. ويشير إلى كمية المعلومات المختزنة في اللاوعي حتى بعد عدم إمكانية الوصول لهذه المعلومات بشكل واعٍ. كان إبنجهاوس يحفظ قائمة من العناصر لدرجة التذكر المثالي لها جميعها، ثم يترك هذه القائمة لدرجة عدم قدرته على استذكار أي عنصر منها. ثم يحفظ القائمة من جديد، ويقارن منحنى التعلم الجديد بمنحنى التعلم لحفظه السابق للقائمة. حُفظت القائمة في المرة الثانية بشكلٍ أسرع، وهذا الاختلاف بين منحيي التعلم هو ما أطلق عليه أبنجهاوس مصطلح «الادخار». وصف إبنجهاوس أيضاً الفرق بين الذاكرة اللاإرادية الإرادية، إذ تحصل الأولى «بصورة عفوية ودون أي فعل إرادي» أما الثانية فيتم «استدعاؤها للوعي بمجهود إرادي».

## أنظر أيضًا
- منحنى النسيان

## وصلات خارجية
- هيرمان إبنجهاوس على موقع الموسوعة البريطانية (الإنجليزية)

- أعمال أو نبذة عن هيرمان إبنجهاوس على أرشيف الإنترنت